# Злин (район)
Район Злин (чеш. Okres Zlín) — один из 4 районов Злинского края Чехии. Столица — город Злин. Административным центром является город Злин. Площадь составляет 1 030,2 км², население — 193 846 человек (плотность населения — 188,20 человек на 1 км²). Район состоит из 89 населённых пунктов, в том числе из 10 городов.

## Города
| Город             | Население |
| ----------------- | --------- |
| Злин              | 77 103    |
| Отроковице        | 18 773    |
| Напайедла         | 7 497     |
| Славичин          | 6 893     |
| Брумов-Бильнице   | 5 857     |
| Лугачовице        | 5 333     |
| Валашске-Клобоуки | 5 111     |
| Визовице          | 4 777     |
| Фриштак           | 3 710     |
| Слушовице         | 3 022     |